# Даничич, Джуро
Джуро Да́ничич (серб. кир. Ђуро Даничић; 1825—1882) — знаменитый сербский филолог.

## Биография
Был в Белграде профессором «Великой школы», секретарем «Дружества српске словесности» и редактором журнала «Гласник», органа этого «Дружества». В 1865 г. вследствие столкновения с сербским правительством и приверженцами старины был лишен кафедры; его тотчас же пригласили в Загреб, где он сделался членом и секретарем югославянской академии.
Вся деятельность Даничича была направлена к тому, чтобы развить в сознании своих соотечественников чувство племенного единства Сербии и Хорватии, по-видимому, разрушенного вследствие различия культурных условий и в особенности вероисповеданий.
Ещё студентом он увлекся реформами Вука Караджича и стал его верным союзником в борьбе с Давидовичем и Хаджичем; его сочинение «Рат за српски jeзик и правопис» (1847) окончательно решило спор в пользу теории Караджича. Эту книгу запретили печатать в Вене из «высших политических соображений», и она была издана в Пеште. Затем Даничич перевёл на народный сербский язык Ветхий Завет, который был издан вместе с Новым Заветом, переведенным Караджичем; книга эта была запрещена в Сербии вплоть до 1860 г. Эту борьбу Даничича со старыми предрассудками описал Новакович в книге: «Гуро Даничиħ или филологиjа а книжевни jезик српски» (1878).
В исследовании о сербском ударении «Akcenti u glagola» (в «Rad jugoslavenske akademje», 1869) Даничич окончательно установил способ обозначения 4 родов сербских ударений.
Ещё важнее труды Даничича по истории сербохорватского языка: «Серпска грамматика» (Вена, 1850; седьмое издание под загл. «Облици српскога или хрватскога jезика», Загреб, 1874) и «Историjа облика српскога или хрватскога jезика до свршетка XVII виjека» (Белград, 1876). Он издал краткий исторический словарь «Pjeчник из книжевних старина српских» (Белград, 1863—64), а затем составил план и собрал материалы для большого исторического словаря сербохорватского яз. «Rječnik hrvatskoga ili srpskoga jezika». Словарь издавался с 1878 г.; при жизни Даничича появились четыре выпуска.
Весьма замечательны издания Даничича древних памятников сербохорватской литературы: Доментианов, «Живот св. Саве» (1860) и «Живот св. Симеуна и св. Саве» (1865); Даниила, «Животи кралева и архиепископа српских» (1866); некоторые произведения народно-апокрифической литературы в специальных журналах; сочинения Нальешковича и Дмитровича; замечательное собрание сербских пословиц (1871).